# Cochliostema
Cochliostema är ett släkte av himmelsblomsväxter. Cochliostema ingår i familjen himmelsblomsväxter.
Kladogram enligt Catalogue of Life:
| Cochliostema | \| \| Cochliostema odoratissimum \| \| \| \| \| \| Cochliostema velutinum \| \| \| \| |
|              | \| \| Cochliostema odoratissimum \| \| \| \| \| \| Cochliostema velutinum \| \| \| \| |
|              | Cochliostema odoratissimum                                                            |
|              |                                                                                       |
|              | Cochliostema velutinum                                                                |
|              |                                                                                       |

## Bildgalleri

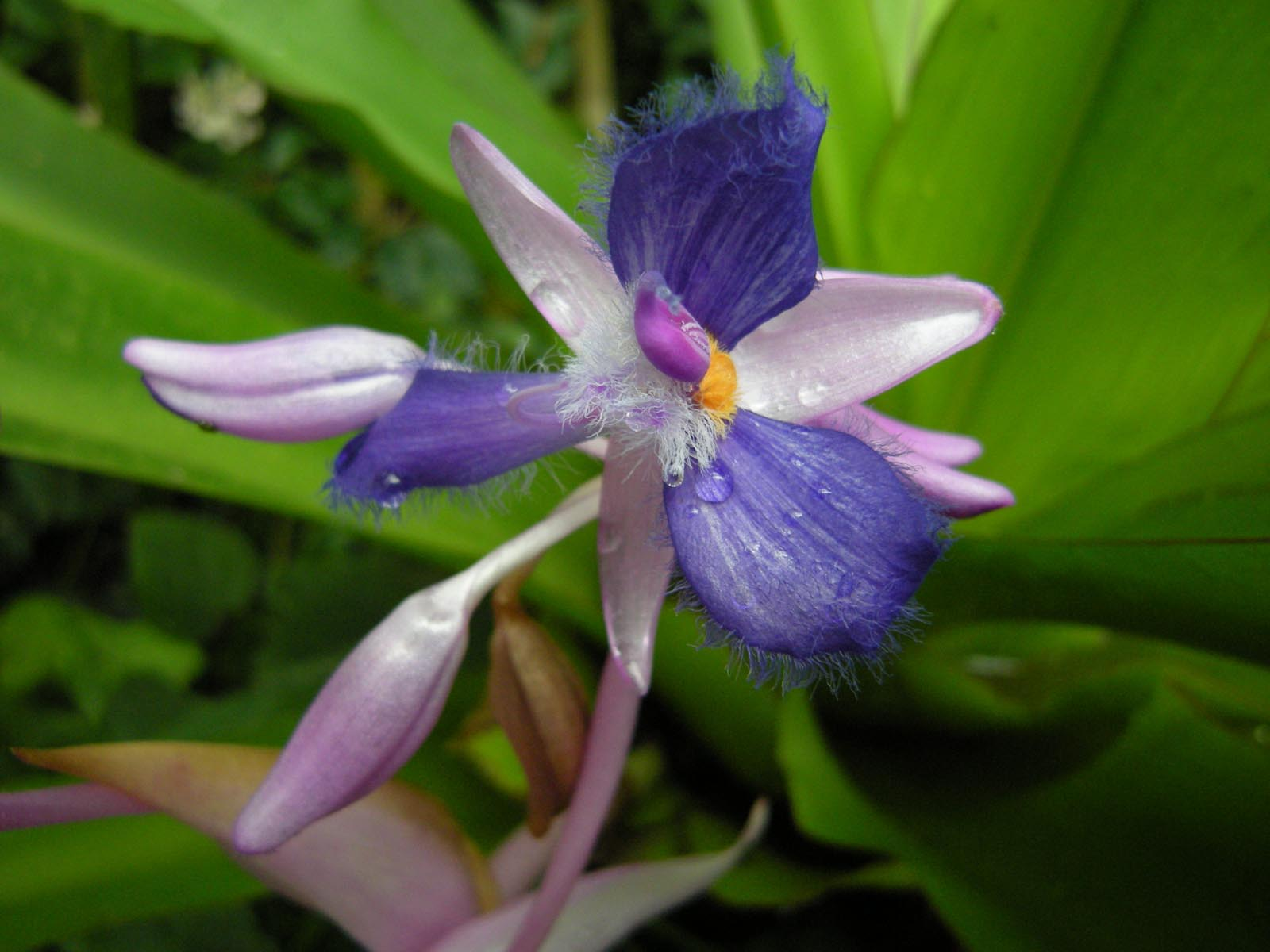
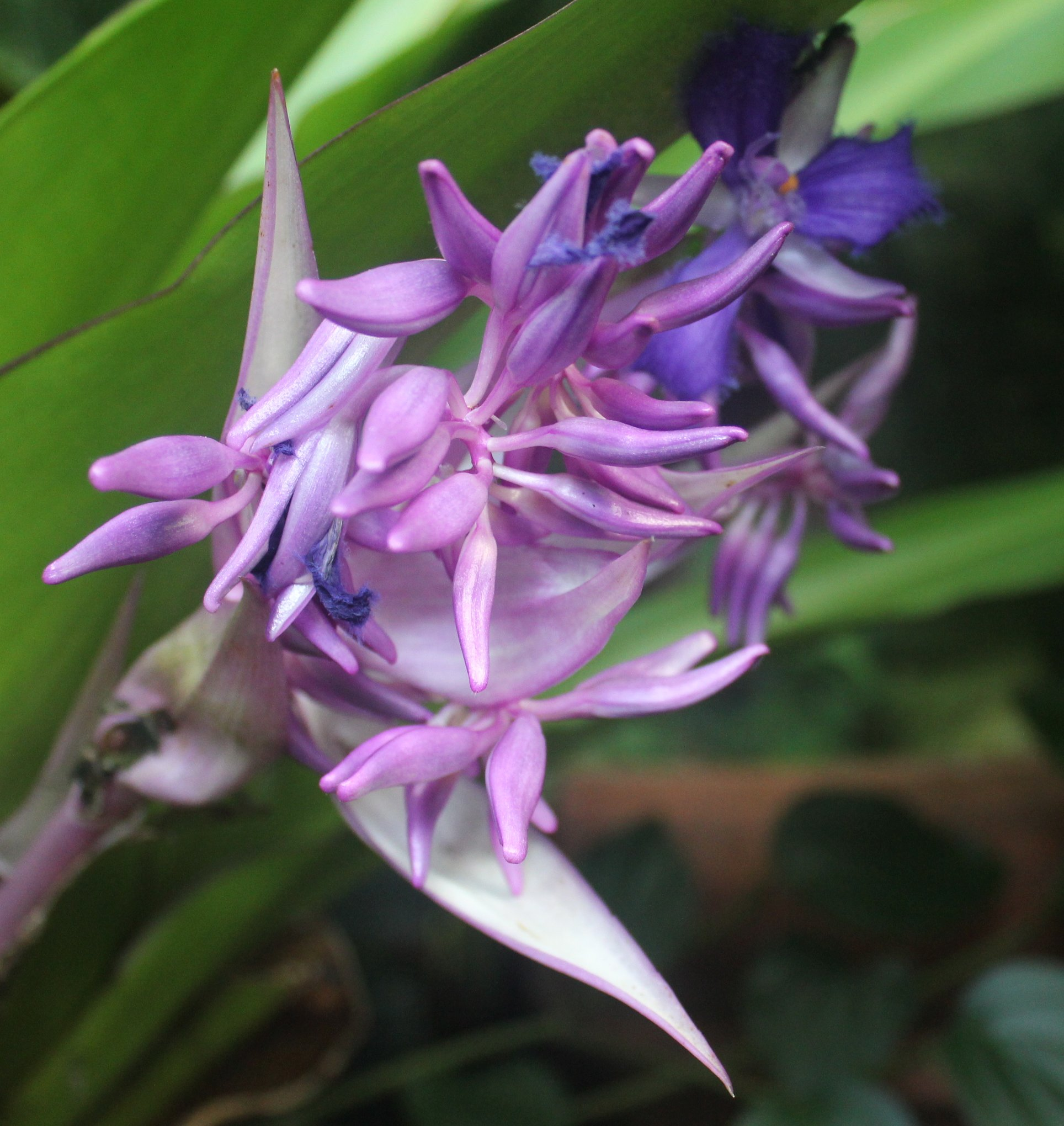
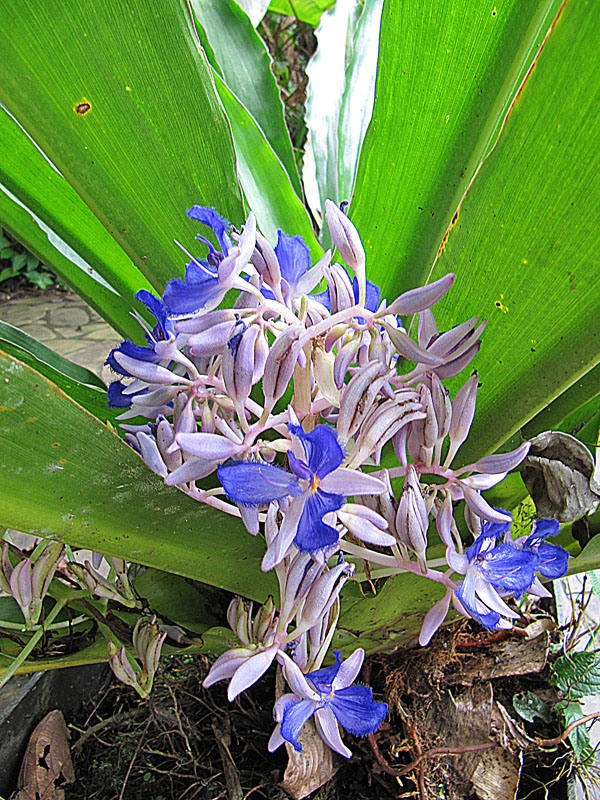
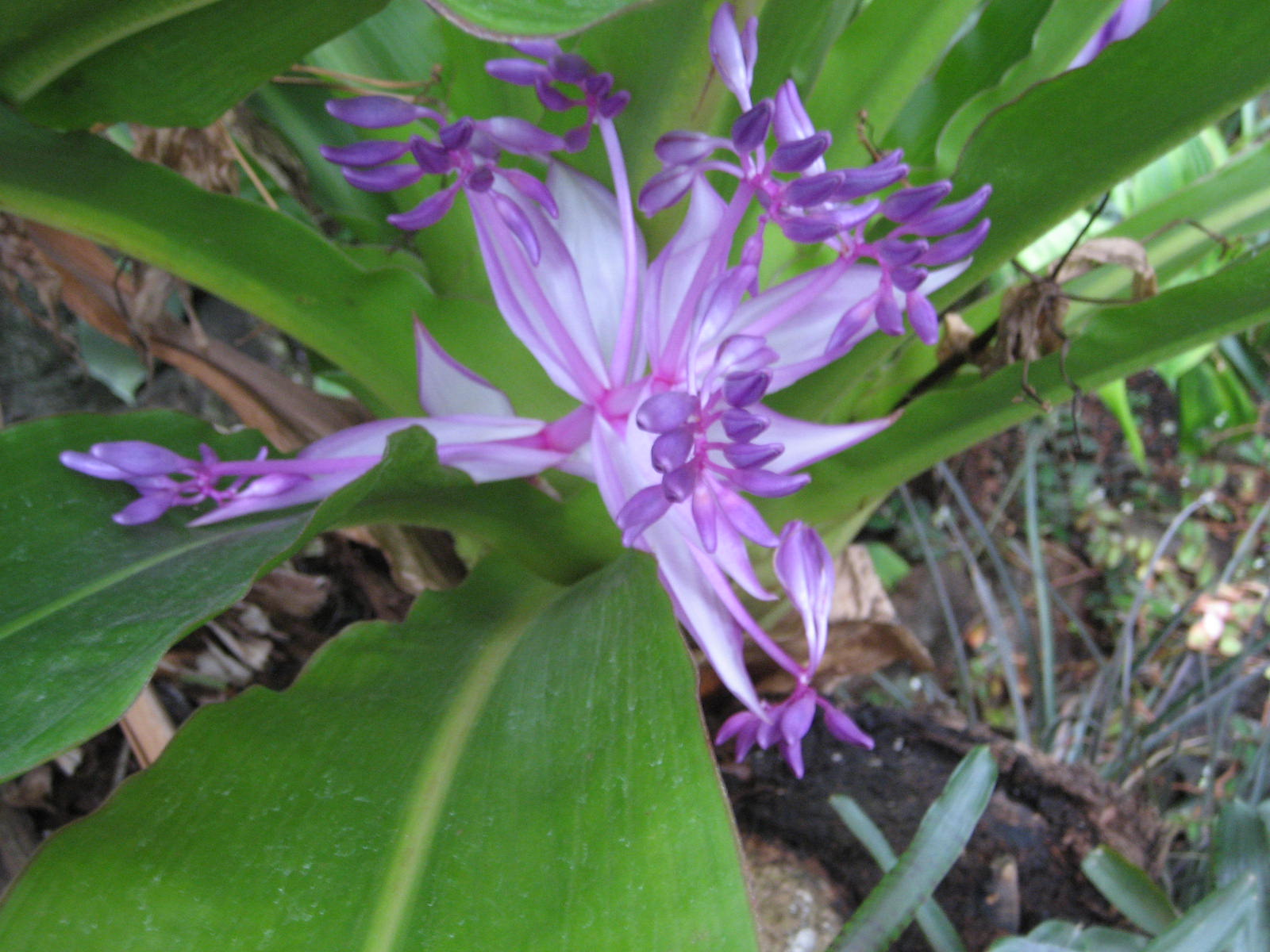
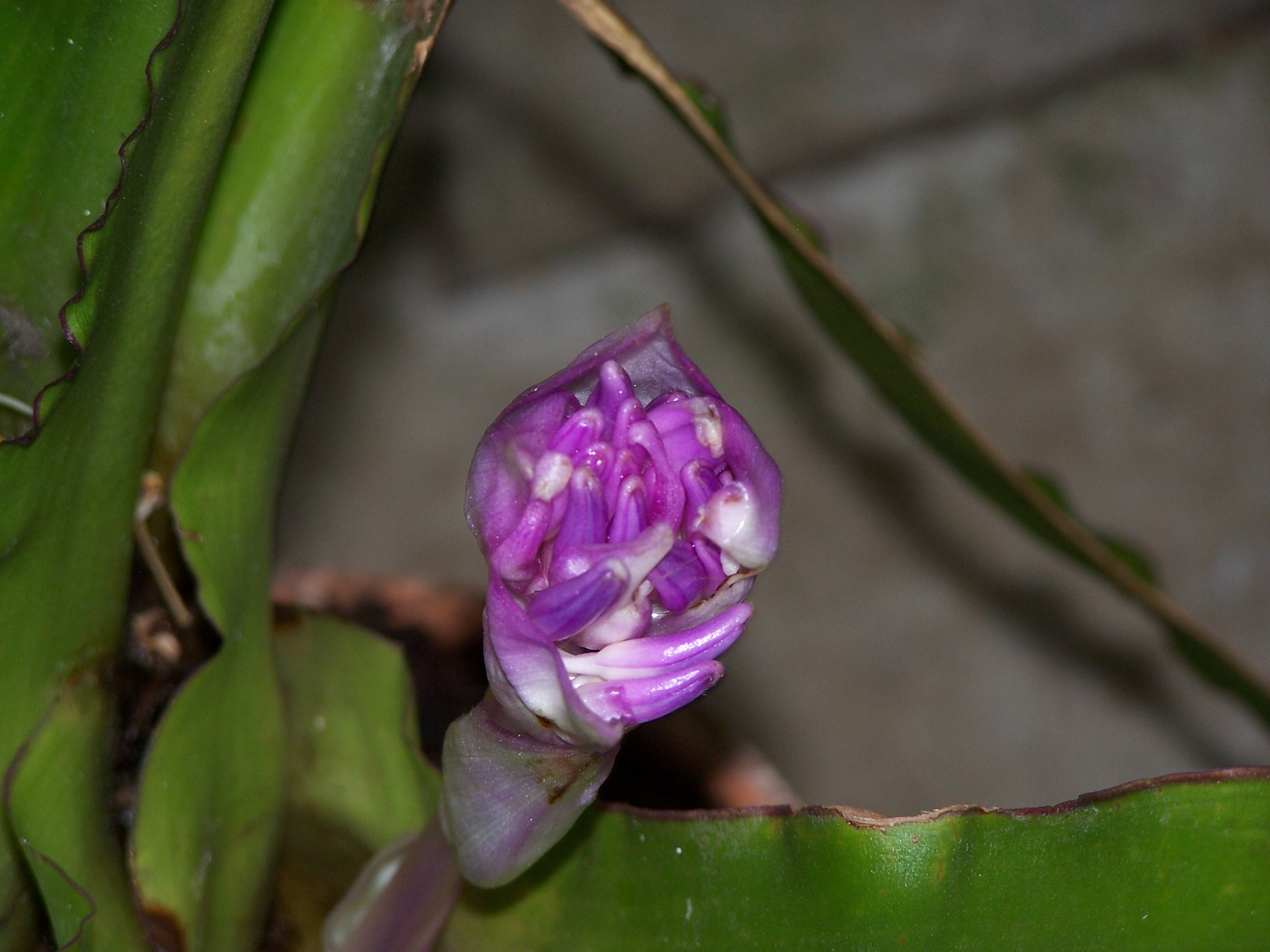
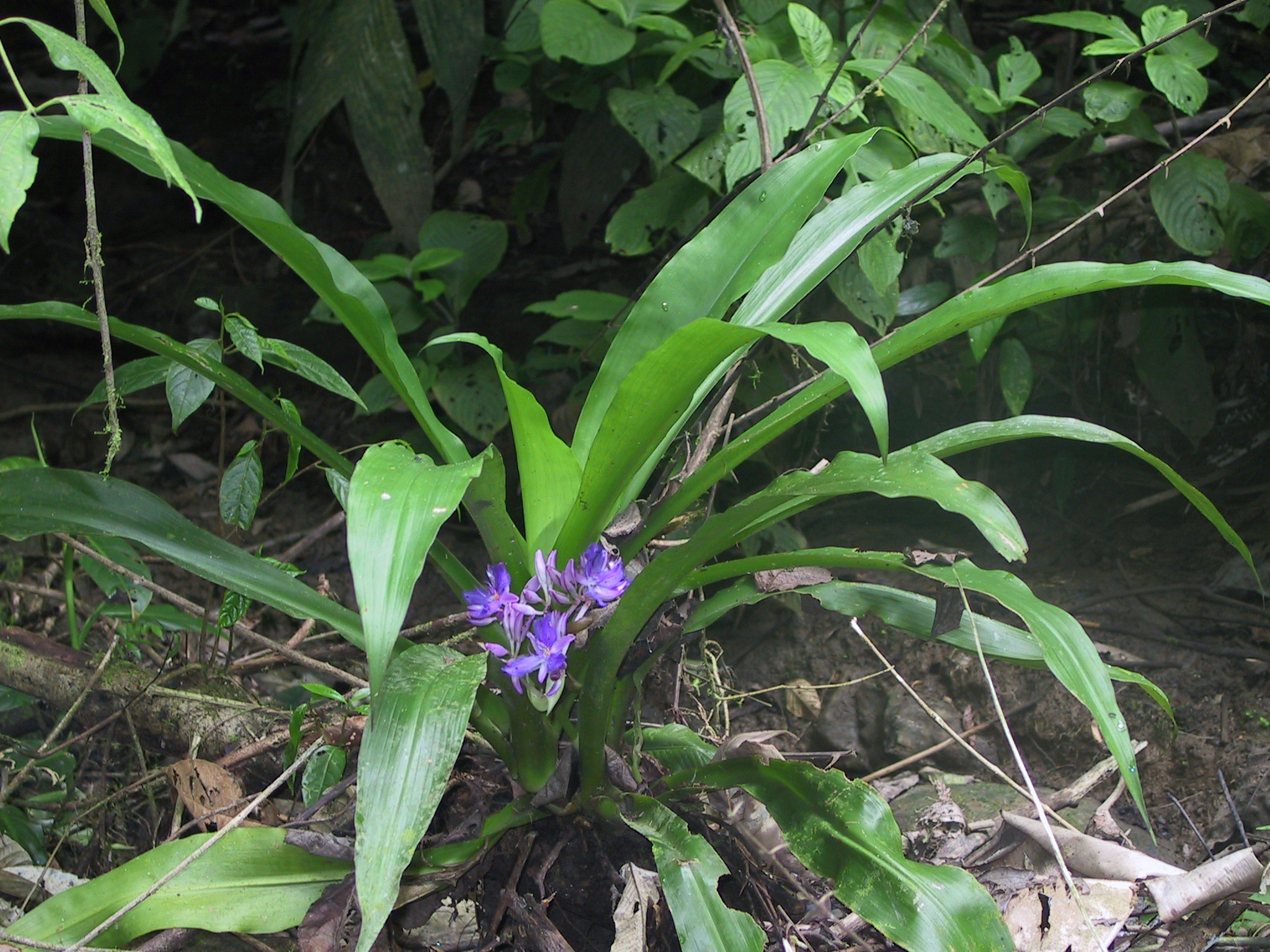